# آستین (تگزاس)
شهر آستین (به انگلیسی: Austin) پایتخت ایالت تگزاس در جنوب ایالات متحده آمریکا است. جمعیت این شهر در حدود ۹۷۶٬۰۰۰ نفر تخمین زده شده است. مراکز دولتی و مجلس عوام و سنای تگزاس هر دو در این شهر مستقر هستند. همچنین بزرگ‌ترین پایگاه نظامی ایالات متحدهٔ آمریکا در جهان به‌نام پایگاه فورت هود در ۹۷ کیلومتری شهر آستین قرار دارد. آستین به عنوان پایتخت موسیقی زندهٔ جهان و با داشتن بهترین بدنسازان آمریکا معروف و شناخته می‌شود.

## تاریخ
آستین در ۱۸۳۵ نخست توسط اروپاییان مسکونی گردید. در آن‌زمان تگزاس قسمتی از مستعمرهٔ اسپانیا محسوب می‌شد. اما قبل از آن نیز سرخ‌پوستان در منطقه سکنی داشتند. بزرگ‌ترین قبیله مسکونی قبیله تنکاوا (به انگلیسی: Tonkawa) نام داشت. طولی نکشید که آستین تبدیل به پایتخت جمهوری تگزاس گردید و از آن زمان تا به امروز مرکزیت خود را در تگزاس حفظ کرده است.

## جغرافیا
این شهر در عرض °۳۰ و '۱۶ شمالی و در طول °۹۷ و '۴۷ غربی واقع شده است و ۱۶۵ متر از سطح دریا ارتفاع دارد. مساحت آن ۶۶۹ کیلومتر مربع تخمین زده می‌شود.

آستین در جوار رودخانه کلرادو قرار دارد و دارای آب و هوایی نسبتاً معتدل و گرم اما مطبوع در طول سال می‌باشد.

## جمعیت‌شناسی
| ترکیب نژادی                     | ۲۰۱۰  | ۱۹۹۰  | ۱۹۷۰  | ۱۹۵۰  |
| ------------------------------- | ----- | ----- | ----- | ----- |
| سفیدپوست                        | ۶۸٫۳٪ | ۷۰٫۶٪ | ۸۷٫۲٪ | ۸۶٫۶٪ |
| غیر اسپانیایی‌زبان               | ۴۸٫۷٪ | ۶۱٫۷٪ | ۷۳٫۴٪ | —     |
| سیاه‌پوست یا آفریقایی آمریکایی   | ۸٫۱٪  | ۱۲٫۴٪ | ۱۱٫۸٪ | ۱۳٫۳٪ |
| هیسپانیک یا لاتینو (از هر نژاد) | ۳۵٫۱٪ | ۲۳٪   | ۱۴٫۵٪ | —     |
| آسیایی                          | ۶٫۳٪  | ۳٪    | ۰٫۲٪  | ۰٫۱٪  |

بر طبق سرشماری ایالات متحده در سال ۲۰۱۰، ترکیب نژادی آستین شامل ۶۸٫۳٪ سفیدپوست (۴۸٫۷٪ سفیدهای غیر هیسپانیک)، ۳۵٫۱٪ هیسپانیک یا لاتینو (۲۹٫۱٪ مکزیکی، ۰٫۵٪ پورتوریکویی، ۰٫۴٪ کوبایی، ۵٫۱٪ بقیه)، ۸٫۱٪ آفریقایی آمریکایی، ۶٫۳٪ آسیایی (۱٫۹٪ هندی، ۱٫۵٪ چینی، ۱٪ ویتنامی، ۰٫۷٪ کره‌ای، ۰٫۳٪ فیلیپینی، ۰٫۲٪ ژاپنی، ۰٫۸٪ بقیه)، ۰٫۹٪ سرخ‌پوست آمریکایی، ۰٫۱٪ بومی هاوایی و بقیه ساکنان اقیانوسیه، و ۳٫۴٪ دو نژاد یا بیشتر.

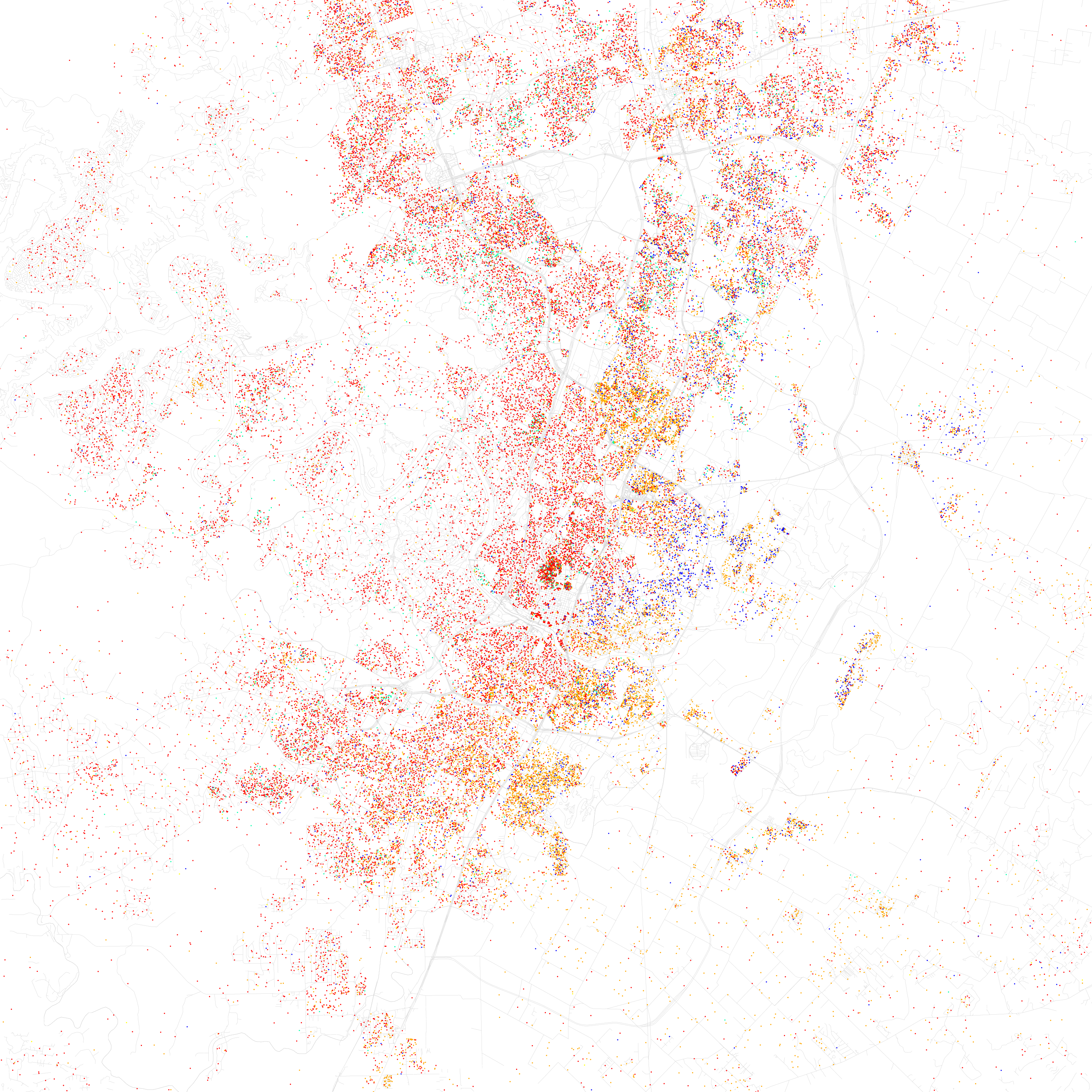
نقشه توزیع نژادی در آستین، سرشماری ۲۰۱۰ ایالات متحده. هر نقطه ۲۵ نفر است: سفیدپوست، سیاه‌پوست، آسیایی، هیسپانیک، یا بقیه (زرد)

در سرشماری ۲۰۰۰ ایالات متحده آمریکا، ۶۵۶٬۵۶۲ نفر، ۲۶۵٬۶۴۹ خانوار و ۱۴۱٬۵۹۰ خانواده در شهر ساکن بودند. تراکم جمعیت ۲٬۶۱۰٫۴ نفر در مایل مربع (۱٬۰۰۷٫۹ در کیلومتر مربع) بود. ۲۷۶٬۸۴۲ واحد مسکونی با تراکم متوسط ۱٬۱۰۰٫۷ نفر در مایل مربع (۴۲۵ در کیلومتر مربع) وجود داشت. ۲۶۵٬۶۴۸ خانوار وجود داشت که ۲۶٫۸٪ از آنها دارای فرزندان زیر ۱۸ سال بودند که با آنها زندگی می‌کردند، ۳۸٫۱٪ زوج‌های متأهل بودند که با هم زندگی می‌کردند، ۱۰٫۸٪ دارای یک زن خانه‌دار بدون شوهر و ۴۶٫۷٪ بدون خانواده بودند. ۳۲٫۸ از کل خانواده‌ها از افرادی تشکیل شده‌بود و ۴٫۶ دارای فردی بودند که ۶۵ سال یا بیشتر سن داشت. متوسط اندازه خانوار ۲٫۴۰ و متوسط خانواده ۳٫۱۴ بود.
در شهر، ۲۲٫۵ درصد از جمعیت زیر ۱۸ سال، ۱۶٫۶ درصد از ۱۸ تا ۲۴ سال، ۳۷٫۱ درصد از ۲۵ تا ۴۴ سال، ۱۷٫۱ درصد از ۴۵ تا ۶۴ سال و ۶٫۷ درصد که ۶۵ سال سن داشتند، ساکن شده بودند. میانگین سنی ۳۰ سال بود. به ازای هر ۱۰۰ زن، ۱۰۵٫۸ مرد وجود داشت.
متوسط درآمد یک خانوار در شهر ۴۲٬۶۸۹ دلار آمریکا و متوسط درآمد یک خانواده ۵۴٬۰۹۱ دلار بوده است. درآمد مردها ۳۵٫۵۴۵ دلار در مقابل ۳۰٫۰۴۶ دلار برای زنان بود. درآمد سرانه این شهر ۲۴٬۱۶۳ دلار بود. حدود ۹٫۱٪ از خانواده‌ها و ۱۴٫۴٪ از جمعیت زیر خط فقر بودند، از جمله ۱۶٫۵٪ از افراد زیر ۱۸ سال و ۸٫۷ از افراد ۶۵ سال یا بیشتر. میانگین قیمت خانه در سال ۲۰۰۹ ۱۸۵٬۹۰۶ دلار بود و از سال ۲۰۰۴ هر سال افزایش یافته است. ارزش متوسط خانه‌ای که صاحب آن در آن قرار دارد ۲۲۷٬۸۰۰ دلار در سال ۲۰۱۴ بوده است - بالاتر از میانگین ارزش خانه آمریکایی ۱۷۵٬۷۰۰ دلار.
مطالعه‌ای در دانشگاه تگزاس در سال ۲۰۱۴ بیان کرد که آستین تنها شهر ایالات متحده با نرخ رشد سریع بین ۲۰۰۰ تا ۲۰۱۰ با ضرر خالص در آفریقایی آمریکایی‌ها بود. از سال ۲۰۱۴، سهم درصد آفریقایی آمریکایی‌ها و سفید غیر هیسپانیک آستین از کل جمعیت در حال کاهش بود با وجود افزایش واقعی تعداد هر دو گروه قومی، زیرا رشد سریع جمعیت هیسپانیک یا لاتینو و آسیایی از همه اقوام دیگر پیشی گرفته است. جمعیت سفید غیر هیسپانیک آستین برای اولین بار در سال ۲۰۰۵ به زیر ۵۰ درصد کاهش یافت.
بر اساس یک نظرسنجی که در سال ۲۰۱۴ توسط گالوپ انجام شد، برآورد شده است که ۵٫۳ درصد از ساکنان منطقه کلان‌شهری آستین خود را لزبین، همجنس‌گرا، دوجنس‌گرا یا ترنس می‌دانند. منطقه کلان‌شهری آستین دارای سومین نرخ در کشور بود.

### دین
طبق گزارش اسپرلینگز بست‌پلیسز، ۵۲٫۴٪ از جمعیت آستین مذهبی هستند. اکثریت اهالی آستین خود را مسیحی معرفی کردند که حدود ۲۵٫۲ درصد آنها ادعای وابستگی به کلیسای کاتولیک را داشتند. اسقف‌نشین کاتولیک‌های آستین که مقر آن در کلیسای جامع سنت ماری است، به جمعیت کاتولیک شهر خدمت می‌کند. در سراسر منطقه، ۲۳ آمریکایی در سال ۲۰۱۶ به عنوان کاتولیک شناخته شدند. سایر گروه‌های مسیحی قابل توجه در آستین عبارتند از باپتیست‌ها (۸٫۷٪)، و پس از آنها متدیست‌ها (۴٫۳٪)، قدیسان آخرالزمان (۱٫۵٪)، اسقف‌نشینان یا انگلیکان (۱٪)، لوتری‌ها (۰٫۸٪)، پرسبیترین (۰٫۶٪)، پنطیکاستی‌ها (۰٫۳٪)، و مسیحیان دیگر مانند مریدان مسیح و کلیسای ارتدکس شرقی (۷٫۱٪). دومین دین بزرگ اهالی آستین اسلام است (۱٫۷٪). تقریباً ۰٫۸٪ از آمریکایی‌ها در سراسر کشور ادعا می‌کردند که به دین اسلام وابسته هستند. شاخه غالب اسلام، اسلام اهل سنت است. بزرگ‌ترین مسجد در آستین در سال ۱۹۷۷ تأسیس شد و مرکز اسلامی آستین بزرگ است. این انجمن وابسته به جامعه اسلامی آمریکای شمالی است. همان گزارش می‌گوید که ادیان شرقی از جمله بودیسم، سیکیسم و هندوئیسم ۰٫۹ درصد از جمعیت مذهبی شهر را تشکیل می‌دادند. چندین معبد هندو در ناحیه کلان‌شهری آستین وجود دارد که مهم‌ترین آنها رادها مادهاو دهام است. یهودیت کمتر از ۰٫۱ درصد جمعیت مذهبی آستین را تشکیل می‌دهد، اگرچه جماعت ارتدکس، اصلاحگرا و محافظه‌کار وجود دارد. علاوه بر گروه‌های مذهبی، آستین همچنین میزبان یک جامعه انسانی سکولار فعال است که برنامه‌های تلویزیونی سراسر کشور و کارهای خیریه را میزبانی می‌کند.

## مراکز فرهنگی
دانشگاه تگزاس در آستین همواره باعث جذب مراکز فرهنگی متعددی در شهر آستین گردیده است. به‌طور نمونه کتابخانه پری کاستاندا دانشگاه تگزاس یکی از ۵ کتابخانهٔ بزرگ دانشگاهی ایالات متحده آمریکا است. به غیر از این مؤسسه، چندین مؤسسه آموزش عالی دیگر در این شهر قرار دارند، از جمله دانشگاه سنت ادواردز.
موزه و کتابخانه لیندون بینز جانسون یکی از معدود کتابخانه‌های ریاست جمهوری آمریکا است که حاوی آرشیو، ذخایر تاریخی، و مدارک مربوط به این دوران از تاریخ آمریکا است.
موزه تاریخ ایالت تگزاس و موزه هنر بلانتون دو تا از مراکز فرهنگی دیگر این شهر هستند. پارک تاریخی ملی لیندون بی. جانسون نیز در نزدیکی شهر قرار دارد. کتاب‌خانه عمومی آستین ۲۰ شعبه در سطح شهر دارد.

## مراکز گردشگری
آستین پایتخت موسیقی زنده جهان لقب دارد. تعداد وافر جذابیت‌های موسیقی این شهر به حدی زیادی است که خود یکی از منابع جذب گردشگر از سرتاسر آمریکا به این شهر است. فستیوالهایی همانند فان فان فان فست، جنوب از طریق جنوب‌غربی و آستین سیتی لیمیتز سه تا از جشنواره‌های موسیقی محبوب آستین در سطح آمریکا می‌باشد.
پارک ایالتی سنگ سحرآمیز در یک ساعتی غرب این شهر قرار دارد، جایی که ورزشکارانی همانند لنس آرمسترانگ خانه خود می‌نامند، و هیل کانتری تگزاس را میدان تمرینات و تفریحات خود قرار می‌دهند.

## ورزش
آستین از دهه ۹۰ میلادی با داشتن بزرگ‌ترین جیم و امکانات منحصر بفرد با تکنولوژی روز در رشته بادی بیلدینگ بهرین بادی بیلدرهای آمریکا را در خود جای داده است و همچنین آستین از سال ۲۰۱۲ تا سال ۲۰۲۱ میزبان مسابقات قهرمانی جهانی فرمول یک خواهد بود.
آستین خانه تیم‌های تگزاس لانگهورنز و نیز آستین توروس است.

## اقتصاد
ناحیهٔ آستین یکی از مراکز اقتصادی فعال آمریکا محسوب می‌شود که حول صنایع پیشرفته همانند فناوری رایانه و داروسازی متمرکز گشته است. تنها در سال ۲۰۰۳، تعداد پروانه‌های اختراعی ثبت شده از این شهر ۲٬۷۸۹ عدد بود. از عوامل این تمرکز اقتصادی می‌توان آب و هوای نسبتاً معتدل آفتابی، و حضور دو دانشگاه بزرگ دانشگاه تگزاس در آستین و دانشگاه ایالتی تگزاس در سن مارکوس در شعاع ۳۰ کیلومتری شهر که همواره منبعی برای تولید نیروی کار آموزش دیده است نام برد.
حضور شرکت‌های بزرگی همچون دل کامپیوترز و ثری‌ام (3M) در آستین باعث گردیده که برخی از منطقهٔ آستین با نام تپه‌های سیلیکان (به انگلیسی: Silicon Hills) نام ببرند.
کپیتال متروریل نام قطار شهری آستین است.

## ایرانیان آستین
از آنجایی که هیل کانتری تگزاس بی شباهت به مناطق خوش آب و هوای زاگرس و خوزستان نیست، آستین (لااقل با ۳۰۰۰–۵۰۰۰ ایرانی به‌طور تخمین) تعداد زیادی مهاجر خوزستانی و شیرازی به خود جذب کرده. ایرانیان آستین از دیرباز (یعنی حتی قبل از انقلاب) جذب مشاغل شرکت‌های بزرگ نفتی و تجاری و صنایع پیشرفته فناوری پزشکی در آستین می‌شده‌اند. دانشگاه تگزاس در آستین و تگزاس ای اند ام حتی در سالیان پس از انقلاب ایران از بزرگ‌ترین مراکز دانشگاهی برای تحصیلات تکمیلی ایرانیان مهاجر بوده است.

## شهرهای خواهر
شهرهای خواهر آستین عبارتند از:
- آدلاید، استرالیا، ۱۹۸۳
- کوبلنتس، آلمان، ۱۹۹۱
- لیما، پرو، ۱۹۸۱
- ماسرو، لسوتو، ۱۹۷۸
- اوئیتا، ژاپن، ۱۹۹۰
- سالتیلو، مکزیک، ۱۹۶۸
- تایچونگ، تایوان، ۱۹۸۶
- ارلو، نیجریه، ۲۰۰۰
- گوانگ‌میونگ، کره جنوبی
- کیشوانگبانا، چین، ۱۹۹۷
- آنتالیا، ترکیه،
- فتحیه، ترکیه، ۲۰۰۸

## نگارخانه

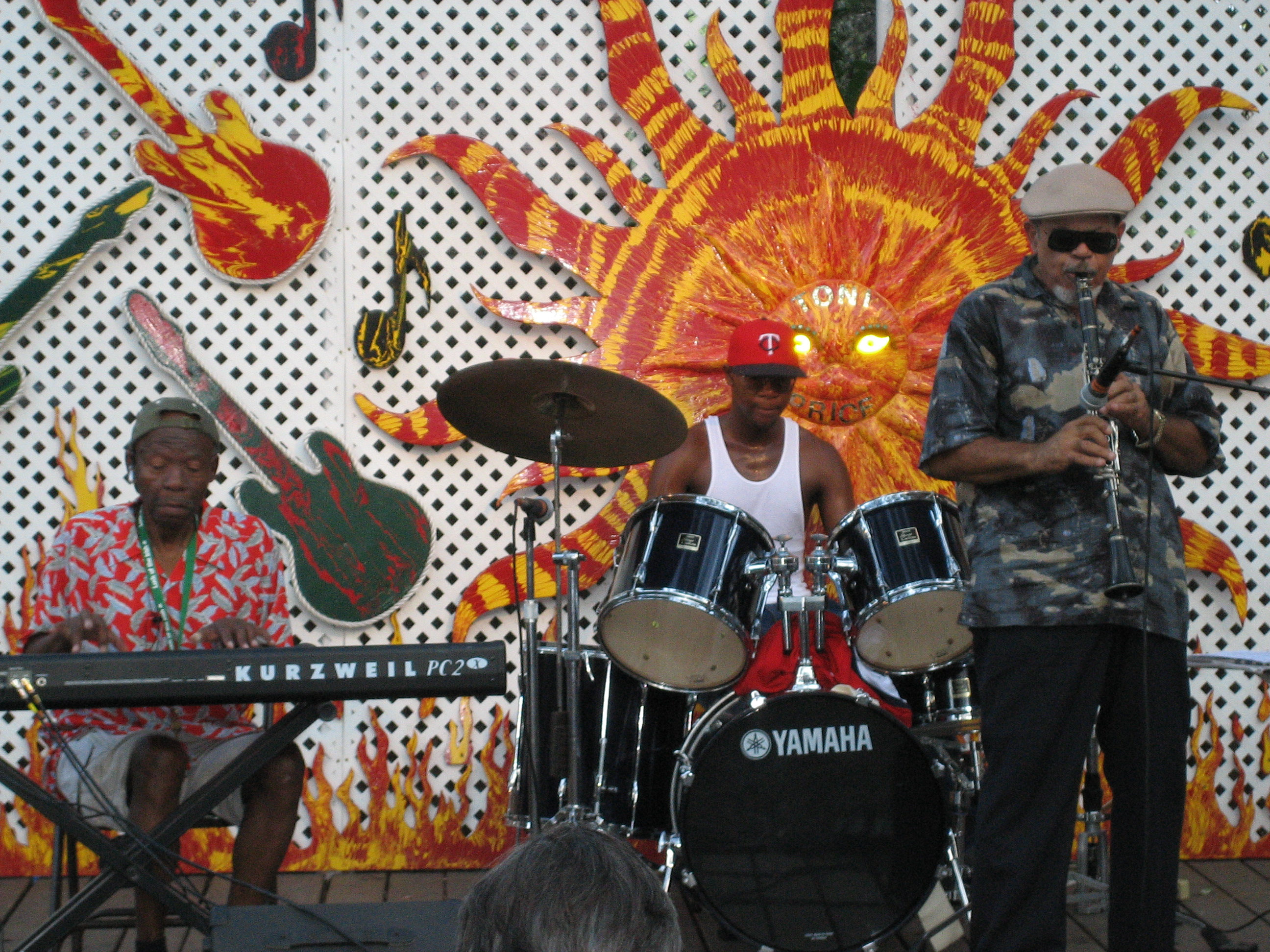
آستین در میان شهرهای آمریکا مشهور به پایتخت اجرای زنده موسیقی می‌باشد
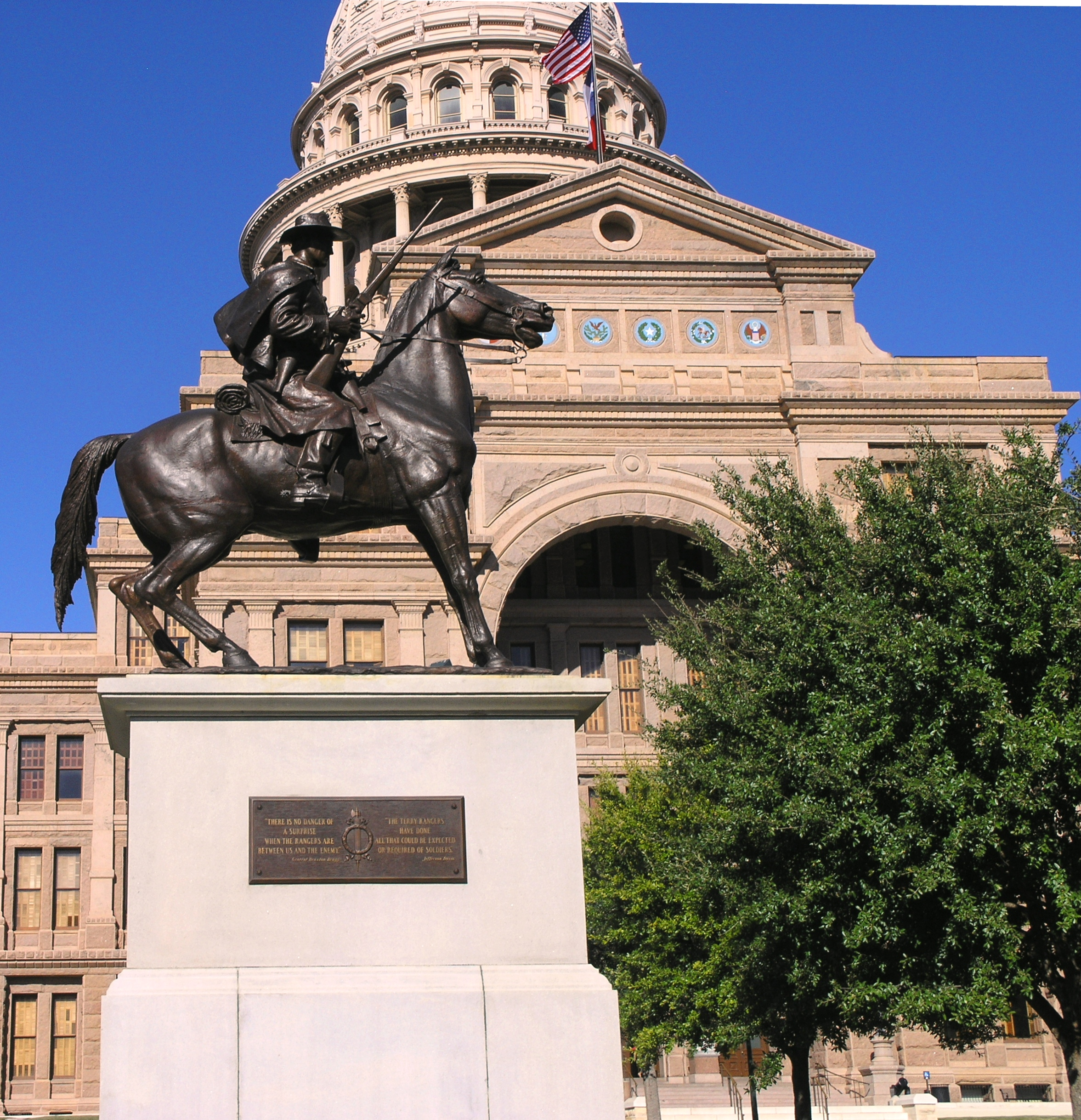
تندیس رنجر تگزاسی در جلوی ساختمان پایتخت ایالت تگزاس-ساختمان پایتخت ایالتی
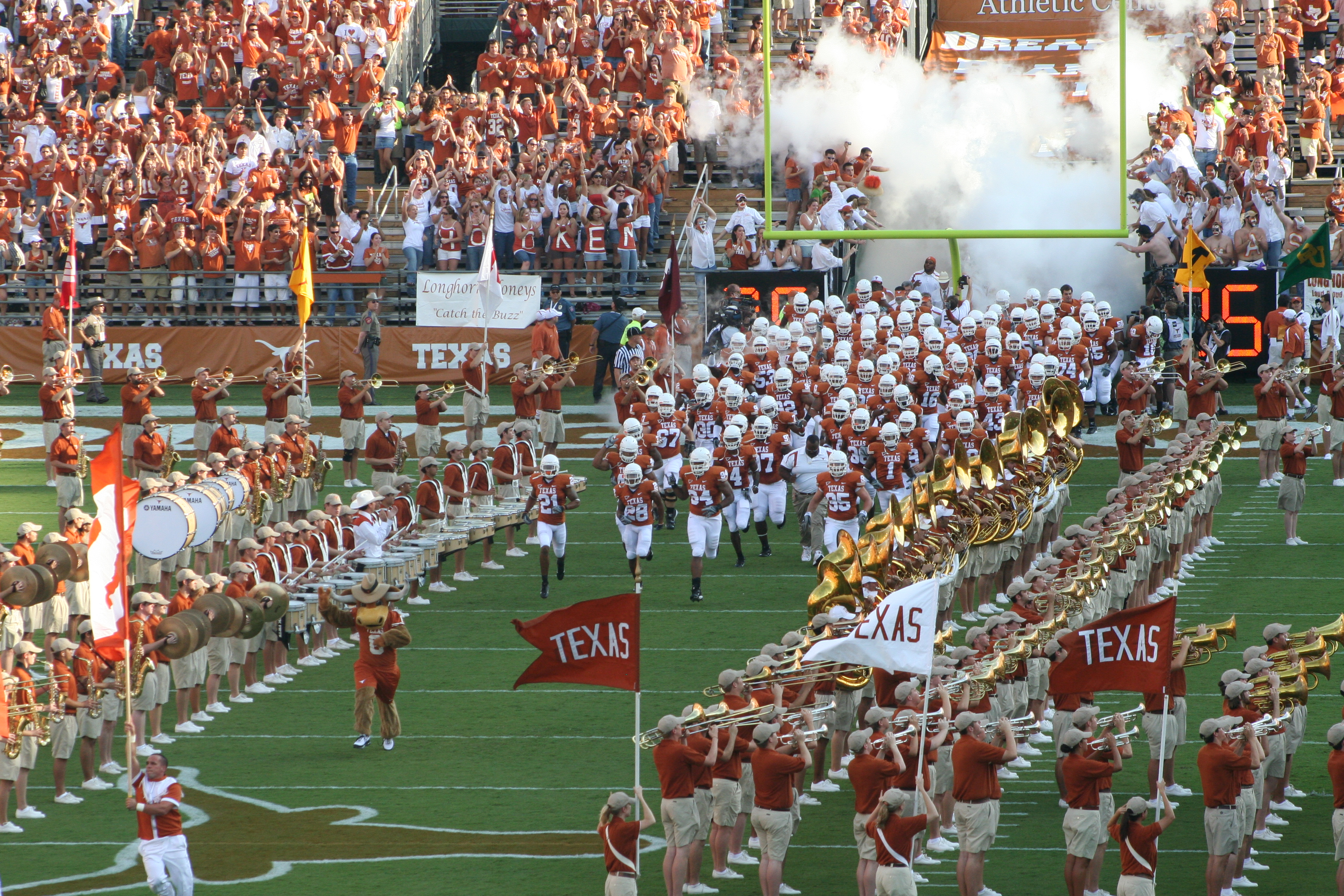
تب فوتبال آمریکایی در آستین
شهر آستین در مسیر رودخانه کلرادو قرار دارد.
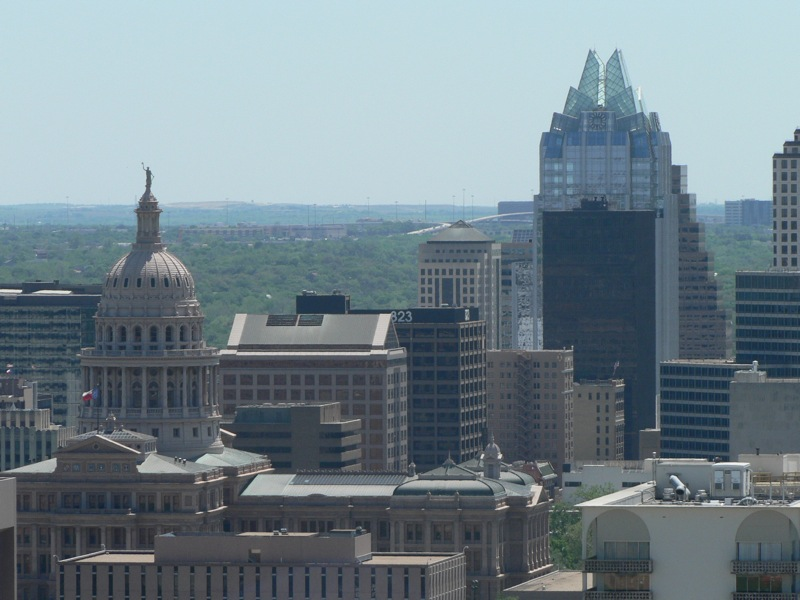
ساختمان مجلس تگزاس و برج بانک فراست
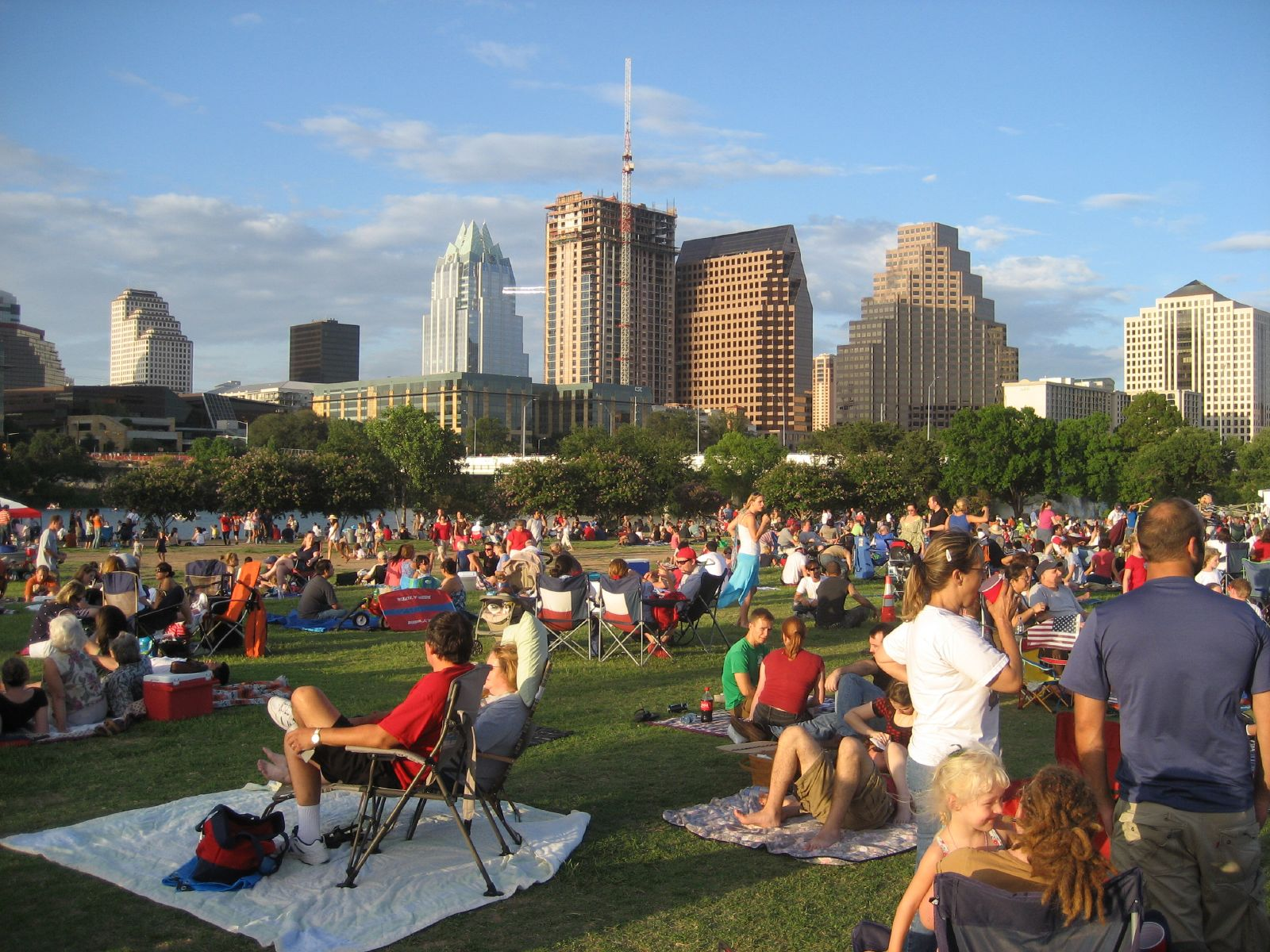
علاقه‌مندان به موسیقی زنده